# Michael Luciano
Pour les articles homonymes, voir Luciano.
Michael Luciano — né le 2 mai 1909 à McAdoo (Pennsylvanie), mort le 15 septembre 1992 à Los Angeles (Californie) — est un monteur américain, membre de l'ACE.

## Biographie
Michael Luciano débute comme monteur sur The Luck of Roaring Camp d'Irvin Willat (avec Joan Woodbury et Sheila Bromley), sorti en 1937. Suivent quarante-deux autres films américains (ou en coproduction) à ce poste jusqu'en 1987, dont L'Aventurier du Rio Grande de Robert Parrish (1959, avec Robert Mitchum et Julie London) et Les Bleus d'Ivan Reitman (1981, avec Bill Murray et Harold Ramis).
Mais surtout, il collabore avec Robert Aldrich sur vingt de ses réalisations, depuis Alerte à Singapour (1954, avec Dan Duryea et Gene Lockhart) jusqu'à L'Ultimatum des trois mercenaires (1977, avec Burt Lancaster et Richard Widmark), en passant notamment par Les Douze Salopards (1967, avec Lee Marvin et Ernest Borgnine) et Plein la gueule (1974, avec Burt Reynolds et Eddie Albert).
Il est également monteur à la télévision, sur deux téléfilms (1979-1982) et quatorze séries (1952-1985), dont Gunsmoke (six épisodes, 1956-1957) et Ma sorcière bien-aimée (premier épisode, 1964).
Durant sa carrière, Michael Luciano obtient quatre nominations à l'Oscar du meilleur montage (sans en gagner), toutes pour des films de Robert Aldrich, dont Les Douze Salopards précité.

## Filmographie partielle
(comme monteur, sauf mention contraire)

### Cinéma

#### Réalisations de Robert Aldrich

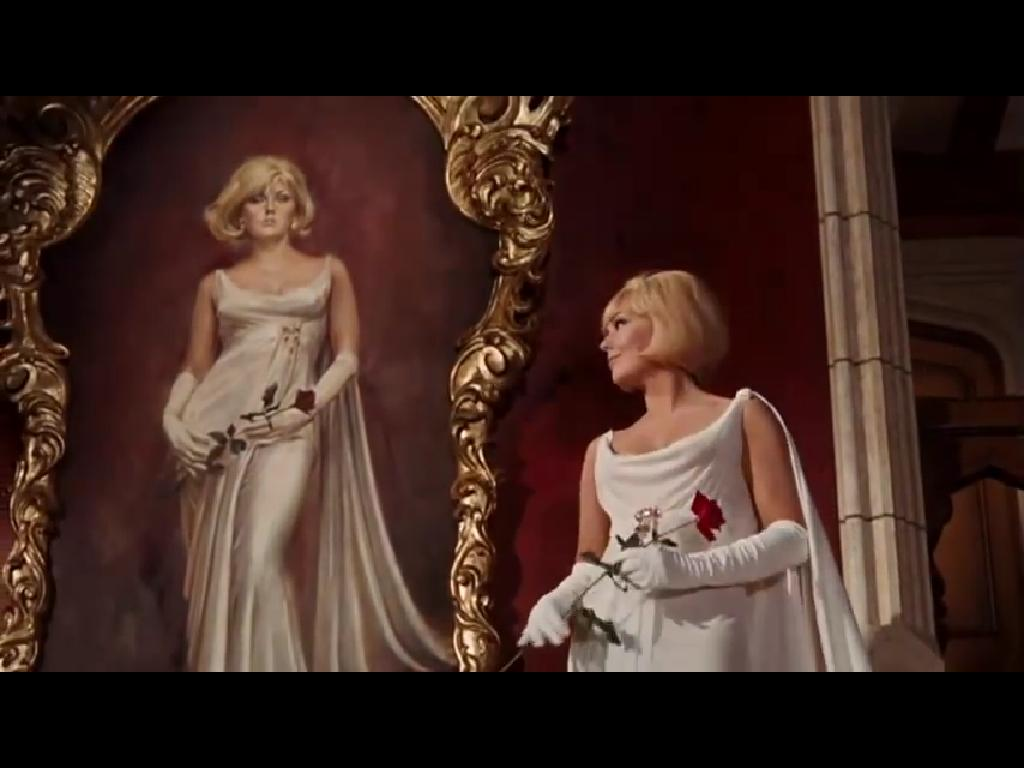
Le Démon des femmes (1968), avec Kim Novak

- 1954 : Alerte à Singapour (World for Ransom)
- 1955 : Le Grand Couteau (The Big Knife)
- 1955 : En quatrième vitesse (Kiss Me Deadly)
- 1956 : Attaque (Attack!)
- 1956 : Feuilles d'automne (Autumn Leaves)
- 1961 : El Perdido (The Last Sunset)
- 1962 : Qu'est-il arrivé à Baby Jane ? (What Ever Happened to Baby Jane?)
- 1963 : Quatre du Texas (Four for Texas)
- 1964 : Chut... chut, chère Charlotte (Hush... Hush, Sweet Charlotte)
- 1965 : Le Vol du Phœnix (The Flight of the Phoenix)
- 1967 : Les Douze Salopards (The Dirty Dozen)
- 1968 : Le Démon des femmes (The Legend of Lylah Clare)
- 1968 : Faut-il tuer Sister George ? (The Killing of Sister George)
- 1970 : Trop tard pour les héros (Too Late the Hero)
- 1971 : Pas d'orchidées pour miss Blandish (The Grissom Gang)
- 1972 : Fureur apache (Ulzana's Raid)
- 1973 : L'Empereur du Nord (Emperor of the North Pole)
- 1974 : Plein la gueule (The Longest Yard)
- 1975 : La Cité des dangers (Hustle)
- 1977 : L'Ultimatum des trois mercenaires ou La Dernière Lueur du crépuscule (Twilight's Last Gleaming)

#### Autres réalisateurs

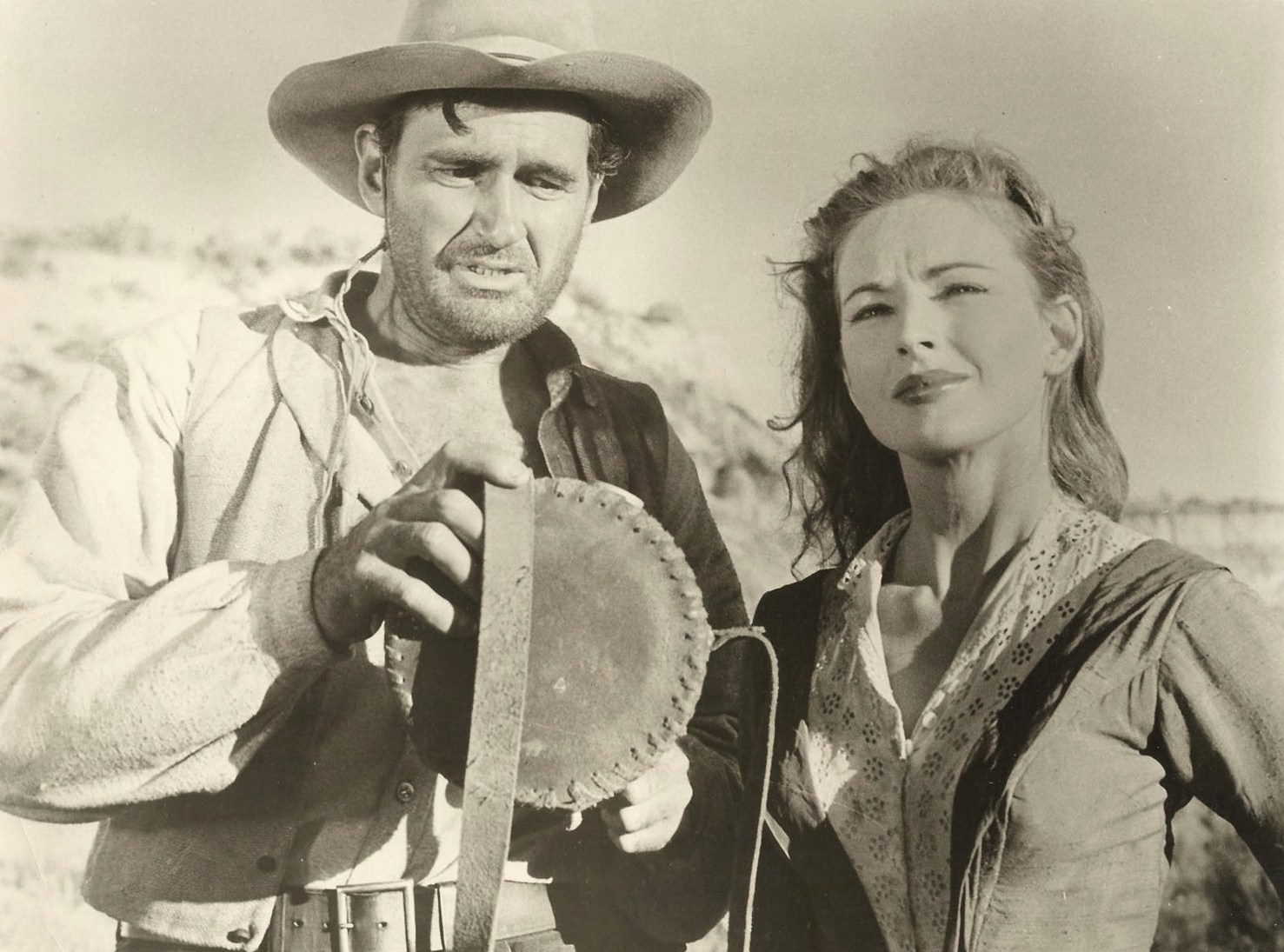
Tragique Odyssée (1957), avec Jeff Morrow et Coleen Gray

- 1937 : The Luck of Roaring Camp d'Irvin Willat
- 1947 : Sang et Or (Body and Soul) de Robert Rossen (assistant monteur)
- 1949 : Pris au piège (Caught) de Max Ophüls (assistant monteur)
- 1957 : La Chevauchée du retour (The Ride Back) d'Allen H. Miner
- 1957 : Tragique Odyssée (Copper Sky) de Charles Marquis Warren
- 1959 : L'Aventurier du Rio Grande (The Wonderful Country) de Robert Parrish
- 1961 : Atlas de Roger Corman
- 1969 : Qu'est-il arrivé à tante Alice ? (What Ever Happened to Aunt Alice?) de Lee H. Katzin
- 1976 : Bobbie Jo and the Outlaw de Mark L. Lester
- 1977 : L'Empire des fourmis géantes (Empire of the Ants) de Bert I. Gordon
- 1980 : Au boulot... Jerry ! (Hardly Working) de Jerry Lewis
- 1981 : Taps d'Harold Becker (montage additionnel)
- 1981 : Les Bleus (Stripes) d'Ivan Reitman

### Télévision

#### Séries
- 1956-1957 : Gunsmoke ou Police des plaines (Gunsmoke ou Marshal Dillon)
  - Saison 1, épisode 26 Hack Prine (1956) de Charles Marquis Warren
  - Saison 2, épisode 26 Last Fling (1957) d'Andrew V. McLaglen, épisode 31 What the Whiskey Drummer Heard (1957) d'Andrew V. McLaglen et épisode 34 Who Lives by the Sword (1957) d'Andrew V. McLaglen
  - Saison 3, épisode 1 Crack-Up (1957) de Ted Post et épisode 2 Gun for Chester (1957) de Louis King
- 1960 : 77 Sunset Strip
  - Saison 2, épisode 23 Blackout
- 1964 : Ma sorcière bien-aimée (Bewitched)
  - Saison 1, épisode 1 Un conte de sorcière (Darrin, Take This Witch, Samantha) de William Asher

#### Téléfilms
- 1979 : L'Or des Amazones (Gold of the Amazon Women) de Mark L. Lester
- 1982 : Deadly Encounter de William A. Graham

## Distinctions (sélection)
- Quatre nominations à l'Oscar du meilleur montage :
  - En 1965, pour Chut... chut, chère Charlotte ;
  - En 1966, pour Le Vol du Phœnix ;
  - En 1968, pour Les Douze Salopards ;
  - Et en 1975, pour Plein la gueule.